# Eurhynchium crassinervium
Eurhynchium crassinervium är en bladmossart som beskrevs av W. P. Schimper in B.S.G. 1854. Eurhynchium crassinervium ingår i släktet sprötmossor, och familjen Brachytheciaceae. Inga underarter finns listade i Catalogue of Life.